# Anatole
Anatole is het debuut-ep van Michel Delpech.
Het jonge talent Michel Delpech, dan 18 jaar oud en net van school, mocht van platenlabel Disques Vogues een ep opnemen. De ep, toen nog af te spelen op 45 toeren, bevat een viertal liedjes, waarop Delpech wordt begeleid door het orkest onder leiding van Roger Samyn. Samyn had het jaar daarvoor de aanzet gegeven voor de zangcarrière van Françoise Hardy. De samenwerking met Disques Vogues verviel net zo snel als hij tot stand kwam. Het platenlabel wilde dat hij meer rock ging zingen en dat zag Delpech niet zitten. Tot een elpee kwam het dus niet. Hij stapte over naar het platenlabel Festival.
In 1964 maakte hij kennis met Roland Vincent, die aan zijn grootste hit zou meeschrijven: Pour un flirt. Het is dan 1971.
Deze ep bevat vier liedjes van Delpech zelf:
1. Anatole
2. On fait semblant
3. Le bal est fini
4. J’aime la vie.

Anatole gaat niet over Anatolië, maar over een lief (cher) meisje op de middelbare school (Cher Anatole/sur les bancs de ton lycée).